# Mahi Khennane
Mahi Khennane (en arabe : ماهي خنان), né le 21 octobre 1936 à Mascara (Algérie), est un footballeur international franco-algérien. Avec 88 buts inscrits sous les couleurs du Stade rennais UC, il est le troisième meilleur buteur du club depuis 1962. Il a pour particularité d'avoir évoluer en équipe de France puis, après l'indépendance de son pays d'origine, en équipe d'Algérie.

## Biographie

### En tant que joueur

#### En club (1951-1978)
Mahi Khennane a évolué de ses 15 à 19 ans au Gallia Club de Mascara. À la suite de la Guerre d'Algérie et des premiers attentats qui ont lieu, il s'arrange avec son président pour faire un essai au Stade rennais UC. En effet, le président de son club qui était pharmacien et qui avait fait toutes ses études de pharmacie à Rennes, connaissait les dirigeants des Rouge et Noir. Il aura inscrit au total 88 buts en 211 rencontres avec le Stade rennais UC. Après six années passées en Bretagne, il est transféré au Toulouse FC (1962-1965), puis au Nîmes Olympique (1965-1966) et au Red Star OA (1966-1967). Il termine sa carrière en France au FC Lorient (1967-1968). Il revient ensuite en Algérie au Gallia Club de Mascara en tant qu'entraîneur-joueur durant trois saisons où il marquera 50 buts en 70 rencontres.
Son prénom, Mahi, a toujours été utilisé pour le nommer dans le monde du football.

#### En sélection (1961-1964)
Mahi Khennane compte deux sélections en équipe de France et trois sélections en équipe d'Algérie,.
Son bilan avec les Bleus est de deux défaites,. Avec les Verts, son bilan est d'une victoire et de deux matchs nuls.

### En tant qu'entraîneur
Mahi Khennane est ensuite entraîneur-joueur du Gallia Club de Mascara, de l'US Saint-Malo, des Cormorans sportifs de Penmarch, puis entraîneur du Gallia Club de Mascara et du MC Oran. Il est ensuite muté contre son gré à l'USM Bel Abbès, puis quitte l'Algérie en 1973 pour y revenir en 1979, menant le Ghali Chabab Ray Mascara à la 6e place en Nationale 1 pour la première année du club parmi l'élite. Reparti entre-temps à Rennes, il revient une nouvelle fois en Algérie en 1983 pour offrir son premier titre national au Ghali Chabab Ray Mascara.
Mahi Khennane réside aujourd'hui à Rennes.

#### Matchs et buts internationaux
| #  | Date             | Lieu                                 | Adversaire           | Résultat | Compétition                       | But |
| -- | ---------------- | ------------------------------------ | -------------------- | -------- | --------------------------------- | --- |
| 1. | 18 octobre 1961  | Stade du Heysel, Bruxelles, Belgique | Belgique             | 0-3      | Match amical                      |     |
| 2. | 12 novembre 1961 | Stade Vassil-Levski, Sofia, Bulgarie | Bulgarie             | 0-1      | Éliminatoire de la Coupe du monde |     |
| 3. | 4 juillet 1963   | ...                                  | R.A.U                | 1-1      | Match amical                      |     |
| 4. | 7 juillet 1963   | ...                                  | R.A.U                | 2-2      | Match amical                      |     |
| 5. | 1er janvier 1964 | ...                                  | Allemagne de l'Ouest | 2-0      | Match amical                      | 8e  |

## En tant que joueur
- Vice-champion de France de deuxième division lors de la saison 1957-1958 (avec le Stade rennais UC).

### Distinctions personnelles
- Étoile d'Or France Football du meilleur joueur du championnat de France lors de la saison 1960-1961 (avec le Stade rennais UC).
- Joueur français de l'année en 1961, trophée décerné par France Football.

### Records personnels
- 2 sélections en équipe de France.
- 3 sélections et 1 but en équipe d'Algérie.

## En tant qu'entraîneur
- Champion d'Algérie de première division lors de la saison 1983-1984 (avec le Ghali Chabab Ray Mascara).

## Sources
- Marc Barreaud, Dictionnaire des footballeurs étrangers du championnat professionnel français (1932-1997), l'Harmattan, 1997.